# インドネシアの法務人権副大臣一覧

インドネシア法務人権省の旗

本項では、インドネシアの法務人権副大臣を一覧する。
1946年3月12日に設置。
最も直近で選ばれた法務次官はエディー・ヒアリエジュである（辞任済）。
| No | 肖像写真            | 氏名                       | 内閣                       | 法務人権大臣           | 就任日         | 退任日         |
| -- | ------------------- | -------------------------- | -------------------------- | ---------------------- | -------------- | -------------- |
| 1  |                     | ハディ                     | 第2次シャフリル内閣        | スワンディ             | 1946年3月12日  | 1946年10月2日  |
| 1  | 第3次シャフリル内閣 | ハディ                     | スサント・ティルトプロジョ | 1946年10月2日          | 1947年7月3日   |                |
| 2  |                     | カスマン・シンゴディメジョ | スサント・ティルトプロジョ | 第2次サラフディン内閣  | 1947年11月11日 | 1948年1月28日  |
| 3  |                     | デニー・インドラヤナ       | 第2次ユドヨノ内閣          | アミル・シャムスディン | 2011年10月19日 | 2014年10月20日 |
| 4  |                     | エディー・ヒアリエジュ     | 第2次ウィドド内閣          | ヤソナ・ラオリー       | 2020年12月23日 | 2023年12月7日  |